# 科特布斯门站
科特布斯门站（德語：U-Bahnhof Kottbusser Tor）是德国柏林地铁的一个车站，位于腓特烈斯海因-克罗伊茨贝格區，途经的线路有柏林地铁1号线、3号线和8号线。
车站名称来自出城门科特布斯门（因前往科特布斯的道路穿门而过而得名）。